# Szöszös ökörfarkkóró
A szöszös ökörfarkkóró (Verbascum phlomoides) a kétszikűek (Magnoliopsida) osztályába, az ajakosvirágúak (Lamiales) rendjébe és a görvélyfűfélék (Scrophulariaceae) családjába tartozó faj.

## Elterjedés
Kozmopolita faj, főbb elterjedési területei: Elő-Ázsia, Észak-Afrika, Észak-Amerika, Európa. Hazánkban ritkás tölgyesekben, legelőkön, száraz gyomtársulásokban fordul elő, pionír növény. Szárazság- és hidegtűrő, fényigényes faj.

## Megjelenés, felépítés
Kétéves vagy áttelő egyéves faj. Gyökere vastag, orsó alakú, kevéssé elágaz. Az első évben csak tőlevélrózsát fejleszt, mely a 20-30 cm-es hosszúságot is elérheti, és nyeles, lándzsás, durváb csipkés szélű tőlevelekből áll. Virágzati szárat a második évben hoz, ez ötszögletű, 1,5-2 méter magas, rajta szórtan, fedőszőrökkel sűrűn borított levelek vannak. A párta kerék alakú, 3-5 cm széles, 5 cimpája van, és sárga színű. A virágok csomókból álló, gazdag végálló füzérvirágzatot alkotnak, júniustól augusztusig folyamatosan hozza napsárga virágjait, melyek kora hajnalban nyílnak, és délre elhervadnak. 5 porzó található bennük, ebből 3 molyhos-gyapjas, fehér szőrű. A felső szárlevelek tojásdadok vagy szíves vállúak, valamint hosszan kihegyezettek. Termése kétrekeszű, sokmagvú tok, apró barna színű magvakkal.

## Gyógyhatás, felhasználás
- Virága glikozidot, nyálkát, szaponint, keserűanyagot és kumarint tartalmaz.[3]
- Köhögés, torokfájás, aranyér, hasmenés ellen alkalmazzák. Teáját bélhurut és légcsőhurut ellen, izzasztó és vizelethajtó hatása miatt fogyasztják. Összehúzó hatása révén a hasmenés ellen is alkalmazható. Olajos kivonatával fagyási sérüléseket, bőrbajokat kezelnek. Az aranyér kezeléséhez erős, lehűtött forrázata borogatásként javallt.
- Napjainkban szőke hajat ápoló sampont is készítenek belőle.[4]

## Mérgező hatása
- Magvai mérgezők, melyek a tannintartalom miatt elsősorban rákos betegre veszélyesek.

## Gyűjtés, elsődleges feldolgozás
A virágokat júliustól szeptemberig gyűjtik. Délelőtt nyílnak, így ebben a napszakban szedik őket a harmat megszáradása után, száraz időben. A csészéből kicsípik a pártát a hozzánőtt porzószálakkal, ami viszont nagyon érzékeny a nyomásra, így érdemes odafigyelni a megfelelő tárolásra. A virágok nagyon könnyen megbarnulnak, ezért azonnal szárítani kell őket tűző napon (4-5 óráig) és jól szellőző helyen, vagy műszárítóban 35-50 °C-ban morzsolható állapotig. Később ügyelni kell arra, hogy napfénytől védett, szellős helyen tároljuk.

## Képek

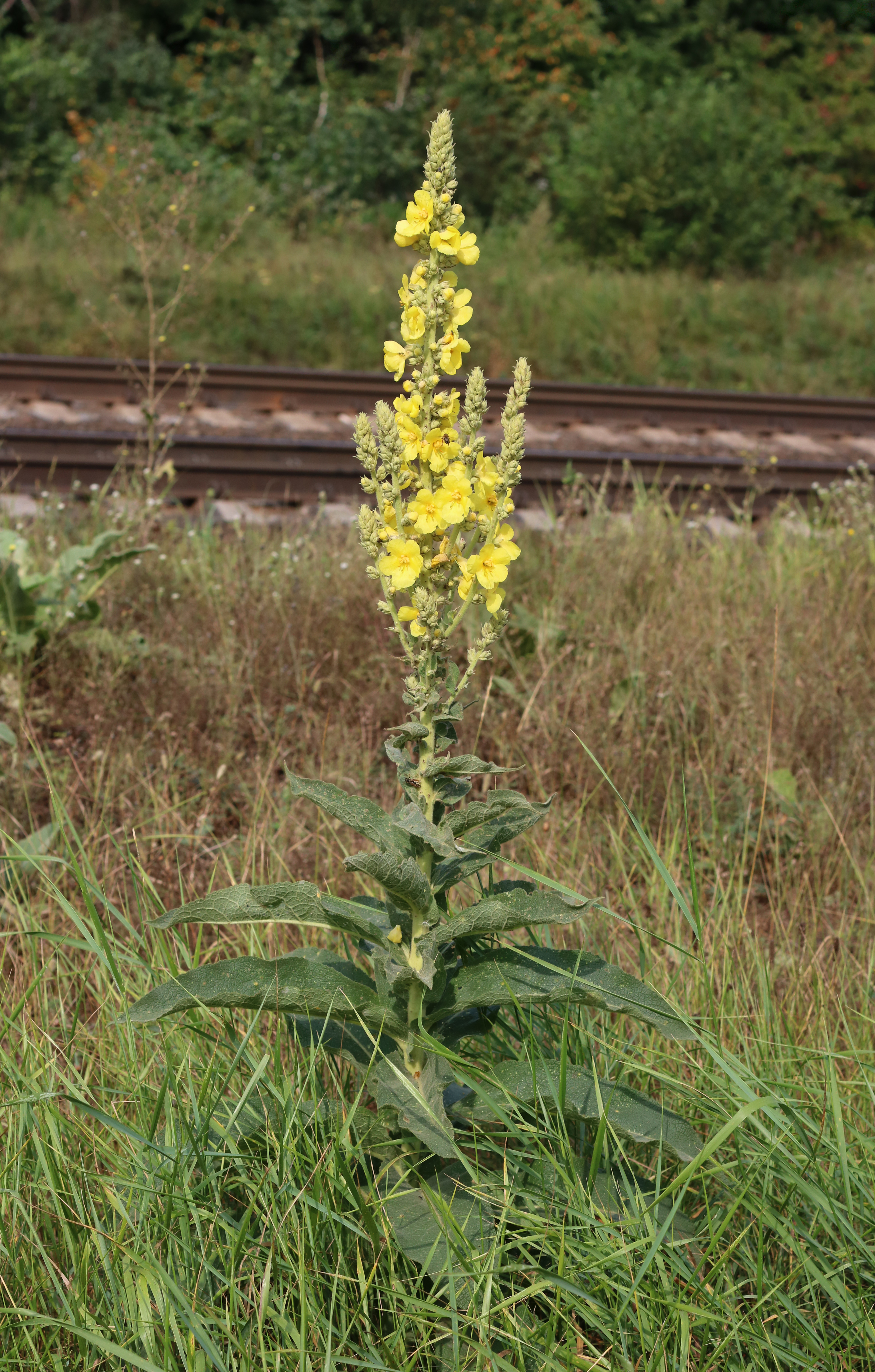
Kifejlett növény
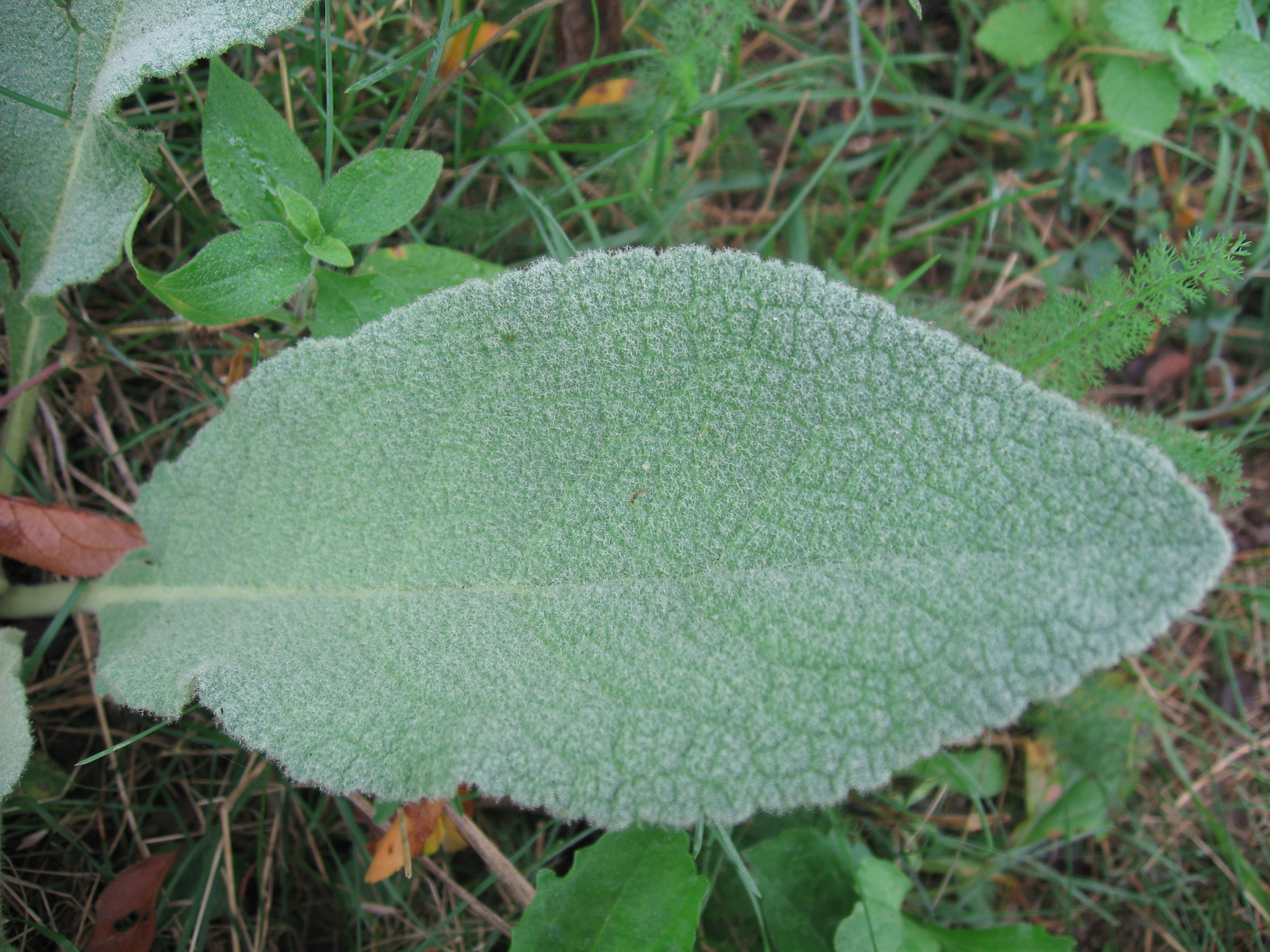
Fedőszőrökkel borított levél
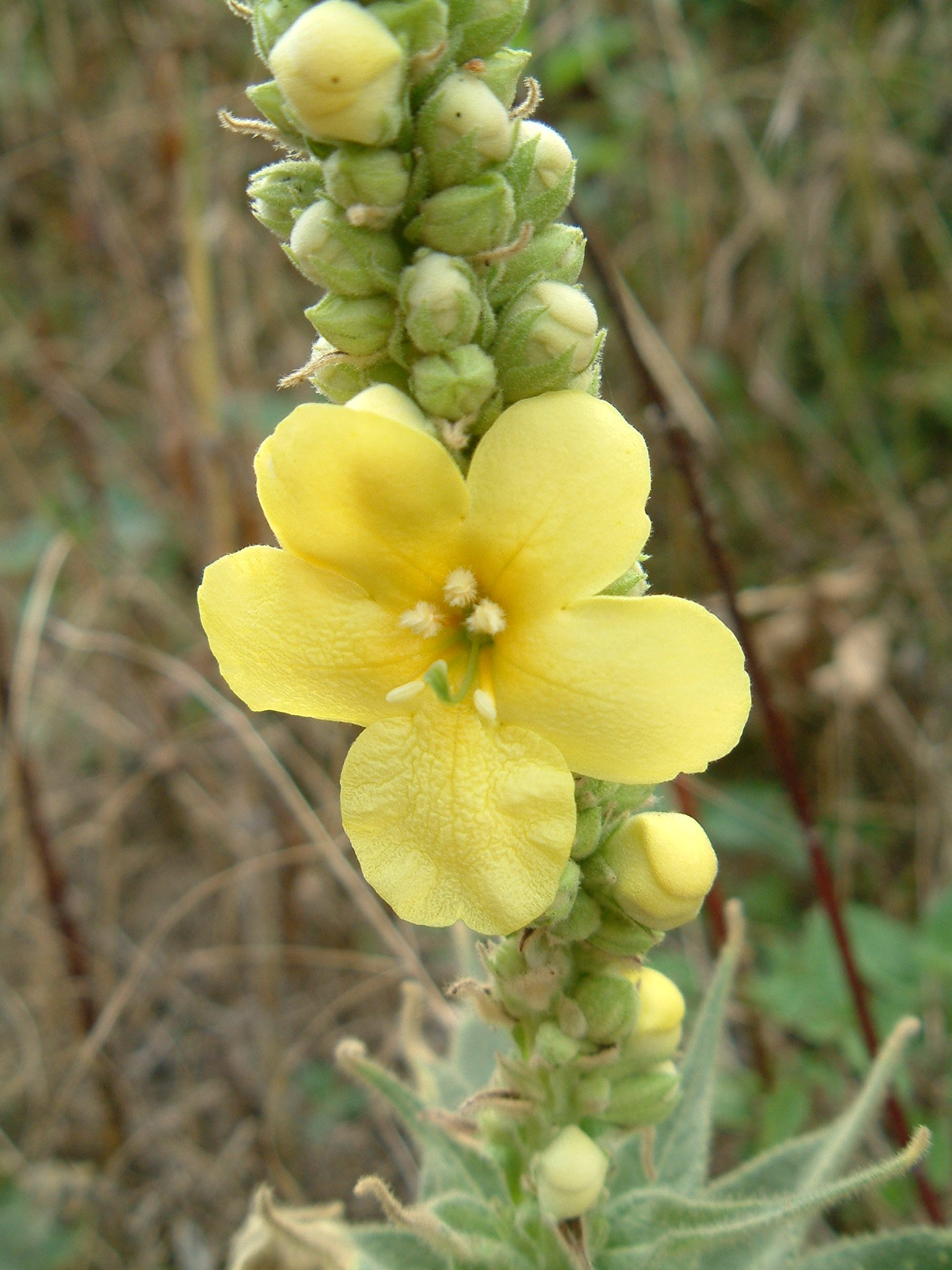
Virág